# 久石譲
久石 譲（ひさいし じょう、英語: Joe Hisaishi、本名：藤澤 守〈ふじさわ まもる〉、1950年〈昭和25年〉12月6日 - ）は、日本の作曲家、編曲家、指揮者、ピアニスト。長女は歌手の麻衣。

## 概要
長野県中野市出身。長野県須坂高等学校、国立音楽大学作曲科卒業。久石譲の名は、大学在学中に友人と話し合った結果、当時活躍していたクインシー・ジョーンズの名前（ク=久、インシー=石、ジョーンズ=譲）を漢字に当てたものに由来する。
映画音楽を中心に手掛ける。宮崎駿監督作品は、『風の谷のナウシカ』以降、『君たちはどう生きるか』まで39年間すべての長編アニメーション映画の音楽を手掛け、その長いパートナーシップは、ヒッチコックとバーナード・ハーマン、セルジオ・レオーネとモリコーネ、そしてスピルバーグとジョン・ウィリアムズの関係などに例えられる。また、北野武監督作品でも、『あの夏、いちばん静かな海。』から『Dolls』までの7作品の音楽を手掛けている。
ソロ活動も行っており、多数のソロアルバムをリリースしている。これらのアルバムでは、指揮・演奏・プロデュースも手掛け、ジャンルにとらわれない独自のスタイルを確立している。また、一部の楽曲では、自らボーカルを担当している。

## 来歴

### 生い立ち - 活動初期
4歳の時から鈴木鎮一ヴァイオリン教室でヴァイオリンを習い始める。幼少の頃より高校教師の父（補導の担当場所が映画館だった）に連れられて、年間約300本の映画を4年続けて見ており、そのことが自身の仕事に強く影響を与えているとのちに語っている。
中学ではブラスバンド部に所属しトランペットを担当。この際、演奏よりも部活用の譜面を書いて周囲に聴いてもらえる方が嬉しいと思ったことから作曲家を志すようになる。高校在学中、幌村隆に師事し和声や対位法などの音楽理論を学ぶ。また、月2回東京に通い島岡譲のレッスンを受けた。
国立音楽大学作曲科で引き続き島岡に師事。在学中よりコンサートの楽曲提供・プロデュースを行う。20歳の時にミニマル・ミュージックに出会い影響を受け、現代音楽の作曲家として活動を開始する。また、テリー・ライリー、スティーヴ・ライヒ、フィリップ・グラスら代表的なミニマル・ミュージックの作曲家や、武満徹、三善晃ら日本の作曲家の楽曲分析を始める。
卒業後もアンサンブルグループを結成してコンサート活動を行う。その傍ら、佐藤勝のアシスタントとして商業音楽全般を師事。1974年にテレビアニメ『はじめ人間ギャートルズ』の音楽を担当（当時は本名である藤沢守名義）。これが実質的な商業デビュー作となる。
1975年には日本フィルハーモニー交響楽団のコンサートのために、数々の映画音楽をオーケストラ用に編曲した。1978年からは『ニュー・サウンズ・イン・ブラス』の吹奏楽編曲を長らく手掛けた。20代は、佐藤勝のアシスタントとして作編曲をこなして商業音楽のイロハを学びつつ、主にこうした映像音楽関連の仕事で生活の糧を得て、自身の作品制作を行っていた。
1981年、10年間のミニマル・ミュージックの成果として、全曲作曲とプロデュースを手掛けたアルバム『MKWAJU』（ムクワジュ・アンサンブルに提供）が、日本コロムビアのBETTER DAYSレーベルよりリリース。同年に音楽を担当した舞台『近代能楽集』と共に、日本のミニマル・ミュージックの先駆的作品となる。
その後、ポップスに活動の場を移し、1982年に自身の事務所となる「ワンダーシティ」を設立（代表取締役は妻の藤澤文女）。同年にファーストアルバム『INFORMATION』（ワンダーシティ・オーケストラ名義）をリリースし、ソロアーティストとしての活動を開始する。

### 『風の谷のナウシカ』- 1990年代
1984年、宮崎駿監督による長編アニメーション映画『風の谷のナウシカ』の音楽を担当。この作品の音楽は当初、細野晴臣が手掛ける予定だったが、映画のイメージと合わないということと、久石が公開前年の1983年に手掛けた漫画版のイメージアルバムを気に入ったという理由から、宮崎とプロデューサーの高畑勲が細野の採用を取りやめ、久石が本編の音楽にも起用された。それまで有名ではなかった久石が、このことによって一躍脚光を浴びることになる。この際の経緯は高畑の著書『映画を作りながら考えたこと 1955〜1991』に記されている。
1985年、自身のレコーディングスタジオ「ワンダーステーション」を設立。
1986年、『天空の城ラピュタ』の音楽を担当。アイルランドやスコットランドの民謡をベースにした楽曲を手掛ける。エンディングテーマ「君をのせて」は、作品と有機的に結びついた主題歌が必要と考えた高畑が宮崎に作詞を依頼し、宮崎が書いたメモを高畑と久石がメロディに当てはまるように整理し歌詞を完成させた。
1988年、『となりのトトロ』の音楽を担当。本作では前2作でプロデューサーを務めていた高畑に代わり、宮崎が久石と全面的に音楽打ち合わせを行った。バス停でサツキとメイがトトロに出会うシーンに宮崎は音楽は無しでと主張したが、心配になった鈴木敏夫が高畑に相談したところ、あの場面に音楽は必要でミニマル・ミュージックが良いと助言をもらい、鈴木は久石に楽曲を依頼した。楽曲は本編で採用され、宮崎は「音つけて、音楽つけて、あのシーンは本当によくなりました」と語っている。
1991年、北野武監督作『あの夏、いちばん静かな海。』の音楽を担当。久石は本作のオファーを受ける以前から北野の作品を見ており好きだったが、映像のスタイルから自分への依頼は人違いだと思ったことと、コンサートツアーの予定があったことから一度は断ったが、北野が1ヶ月待つという決断を下したことに感銘を受け仕事を引き受けた。その後、久石は本作から『Dolls』までの7作品の北野映画の音楽を担当した。
1992年より3年連続で日本アカデミー賞最優秀音楽賞を受賞。
1997年、『もののけ姫』の音楽を担当。1998年には1997年度芸術選奨新人賞（大衆芸能部門）を受賞した。同年の長野パラリンピック冬季競技大会では総合演出を手掛け、テーマソング「旅立ちの時」も作編曲した。
1999年、北野武監督作『菊次郎の夏』の音楽を担当。本作の劇中曲「summer」は、本来はサブテーマとして書かれた曲だったが、北野が気に入ったため本編でメインテーマとして使用された。「summer」はその後、トヨタ・カローラのCM曲に採用されるなど広く世に知られるようになった。

### 2000年代 - 2010年代
2001年、宮崎駿監督作『千と千尋の神隠し』や北野武監督作『BROTHER』、フランス映画『プセの冒険 真紅の魔法靴』などの音楽を担当するほか、自身の初監督となる映画『Quartet カルテット』を発表した。
2004年、『ハウルの動く城』の音楽を担当するほか、第57回カンヌ国際映画祭において、オープニング・セレモニー作品『キートンの大列車追跡』の音楽と指揮を担当した。2005年、『ハウルの動く城』で第31回ロサンゼルス映画批評家協会賞音楽賞を受賞。
2007年、前年度（2006年度）の著作物使用料の分配額が最も多かった作品として「ハウルの動く城BGM」が、JASRAC賞の金賞を受賞。1999年の「もののけ姫BGM」（銅賞）、2003年の「千と千尋の神隠しBGM」（金賞）に続く3度目の受賞であり、BGMで2度目の金賞受賞は史上初。
2008年、『崖の上のポニョ』の音楽を担当。また、前年に担当した韓国ドラマ『太王四神記』の音楽で、アメリカの第10回国際映画音楽批評家協会賞（IFMCA）テレビ部門ベスト・オリジナル・スコア賞を受賞し、スペインのUBEDA FILM FESTIVAL音楽賞Goldspirit Awardsテレビ部門にノミネートされた。中国映画『おばさんのポストモダン生活』の音楽で第27回香港電影金像奨（香港アカデミー賞）最佳原創電影音樂（最優秀音楽賞）を受賞。
2009年、音楽を担当した『おくりびと』が、第81回アカデミー賞において日本映画としては初のアカデミー外国語映画賞を受賞。また、第85回箱根駅伝からの新テーマ曲「Runner of the Spirit」を手掛けた。これは自身初の吹奏楽曲である。同年、紫綬褒章を受章。前年に発表した楽曲「The End of The World」を契機として、活動の場を再びクラシック、ミニマル・ミュージックに戻す。
2010年、母校である国立音楽大学の招聘教授に就任。10月には自身がパーソナリティを務めるラジオ番組『久石譲のLIFE is MUSIC』がニッポン放送で放送開始。
2013年、宮崎駿監督作『風立ちぬ』および、高畑勲監督作『かぐや姫の物語』の音楽を担当。同年、アメリカの映画芸術科学アカデミーの会員に招待された。
2016年に完成した長野市芸術館の芸術監督に就任。2019年3月に任期満了により退任。

### 2020年代 -
2020年、2月21日にベストアルバム『Dream Songs：The Essential Joe Hisaishi』がDECCA GOLDより世界同日リリースされた。同年、新日本フィルハーモニー交響楽団のComposer in Residence and Music Partnerに就任。2021年4月、日本センチュリー交響楽団の首席客演指揮者に就任。
2023年3月、旭日小綬章が授与される。
同3月にはドイツ・グラモフォンと独占契約し、ウィーン楽友協会で開催されたウィーン交響楽団の映画コンサート・シリーズ「CINEMA:SOUND」に出演。久石の指揮で宮崎駿の映画音楽をロイヤル・フィルハーモニー管弦楽団が演奏するアルバム『A Symphonic Celebration - Music from the Studio Ghibli films of Hayao Miyazaki』を6月に発売した。7月に米ビルボードのクラシック・チャート「クラシカル・アルバム」と「クラシカル・クロスオーバー・アルバム」で1位を獲得し、日本とフランスのクラシック・チャートでも1位、イギリスで2位を記録した。さらに10月14日付けの全米総合アルバムチャート「ビルボード200」でも74位にランクインし、日本人のクラシック・アーティストで100位以内に入るのは、冨田勲（1977年）以来46年振りとなる。10月になってランクインした背景には、9月29日に全世界でアナログ・レコードも発売されており、ドイツの総合アルバムチャートでも6位を記録した。
同年7月公開の、宮崎駿監督作『君たちはどう生きるか』の音楽を担当。第81回ゴールデングローブ賞の作曲賞にノミネートされた。
同年10月、首席客演指揮者を務める日本センチュリー交響楽団で、2025年4月から音楽監督への就任が発表された。
2024年4月から3年の任期で、英ロイヤル・フィルハーモニー管弦楽団のコンポーザー・イン・アソシエーション（Composer-in-Association）に就任。楽団から委嘱される作曲や、ロンドンを始めとする世界中のコンサート、並びにスタジオ録音などを手掛ける。
同年6月、ドイツ・グラモフォンから第2弾アルバム『Joe Hisaishi in Vienna』を、ウィーン交響楽団による収録で28日に世界同時発売。

## 人物

### 音楽活動
ミニマル・ミュージックの旗手として、現代音楽から出発。ポップスの世界を経て、2009年からは本籍をクラシックに移し、「時代や国境を越えて聴かれ演奏される音楽を創作したい」と語っている。一方、映画音楽については「そちらをやめると言ってるわけではないよ。"久石に音楽を書いてほしい"と望まれるのは、作家として最高の喜びですから」と語っている。
『もののけ姫』の音楽を担当する際、宮崎駿の熱意に圧倒された久石は、作品の重い世界観を表現するために複雑なオーケストラ曲を本格的に書くことで応えたという。結果、映画音楽としては異例の2年を費やす労作となった。サウンド&ヴィジュアルライターの前島秀国は、この作品が久石にとって大転換点になったと指摘している。
古参のMacintoshユーザーで、80年代から愛用している。90年代の中頃から音楽制作に使い始め、当時はVisionを使用していた。のちにはFinale、Logic Proなどを使用するようになる。
絶対音感は持っていないものの、幼少期にヴァイオリンを習っていたことから、「ラ」の音に対してはほぼあるため、頭の中で「ラ」を鳴らしてそこから音楽を組み立てるという。
『水の旅人 侍KIDS』のメインテーマはロンドン交響楽団の演奏により録音されたが、三管・85人編成の大規模なオーケストラ曲を書くためにマーラーの交響曲第5番のスコアを参考にした。その際、指揮者でもあったマーラーの楽曲は譜面上では心配に見える部分も実際に音にするととても良く、机上の作曲とは全く違うものがあることを痛感し、指揮に関心を持つようになった。指揮法を秋山和慶に師事。久石が日本センチュリー交響楽団音楽監督に就任する際、楽団のミュージックアドバイザーに秋山を迎え、師弟コンビで演奏会を盛り上げる体制とした。
1992年より3年連続日本アカデミー賞最優秀音楽賞をはじめとした数々の音楽賞を受賞。

### 映画観
自身の映画音楽の教科書としてスタンリー・キューブリックの全作品を挙げ、「我々がキューブリックから学ぶべきいちばん重要な本質は"映像と音楽が対等であること"」「迷えばいつもキューブリックに戻る、という感じですね」と述べている。また、映画自体も別格としており、最も尊敬する映画監督であるという。その他に好きな映画として『ブレードランナー』と『セブン』を挙げている。
映画音楽の分野で好きな作曲家としてニーノ・ロータ、ヴァンゲリスなどを挙げている。

### 家族・親族
歌手の麻衣は長女。『風の谷のナウシカ』では当時4歳の麻衣が劇中曲を歌っている。
NHK交響楽団首席オーボエ奏者の茂木大輔は、妻の従弟に当たる。

### 金銭感覚
ジブリ映画を通じて長く付き合いがある映画プロデューサーの鈴木敏夫によれば、久石自身が会社を経営していることもあって、日常の金銭感覚は物凄く煩いものの、一度創作活動に入ると採算を度外視した楽曲を制作してしまい、久石のマネージャーと度々衝突を起こす傾向があり、経営者と創作者で異なる金銭感覚を持ちながら、最終的には後者を選んでしまう無邪気さがあるという。

## 影響
久石本人が影響を受けたと発言している音楽と活動の変遷について。

### ミニマル・ミュージック
中学生の時、ビートルズの音楽に新鮮なショックを受け、ほとんどの曲をギターで弾けるようになったが、高校生の時からクセナキス、シュトックハウゼン、武満徹、黛敏郎らの作品に取り憑かれ、現代音楽の作曲家を目指すようになる。当時はジャズにも傾倒しマル・ウォルドロンを最も好んで聴いていた。自身の語法に進んで取り入れることはなかったが、ピアノ奏法に多大な影響を受けているという。
音大進学後、シェーンベルク、ヴェーベルン、ベルクら新ウィーン楽派やルイジ・ノーノ、ジョン・ケージなどの演奏を行う一方で、自身も入野義朗のレッスンを受け十二音技法を用いたり、あるいはトーン・クラスターを使用した現代音楽を作曲していたが、大学3年の時、知人から薦められたテリー・ライリーの「A Rainbow in Curved Air」を聴き衝撃を受ける。その後2ヶ月悩んだすえ、ミニマル・ミュージックの作曲家になることを決意する。
卒業後は自作のミニマル・ミュージックをコンサートで演奏していたが、行き詰まりを感じるようになった20代の終わり頃、ブライアン・イーノの『Ambient 1: Music for Airports』を皮切りに、イーノやフィル・マンザネラらロキシー・ミュージックの一派をはじめ、マイク・オールドフィールド、タンジェリン・ドリーム、クラフトワークら、ロックやテクノの分野からミニマル的なアプローチを行うミュージシャン達に感化され、1981年、『MKWAJU』の発表を最後にポップスへ転向する。

### ポップス
1984年、『風の谷のナウシカ』の制作中にフェアライトCMIを使い始め、打ち込み中心のスタジオワークを主とするようになる。当時は「レコーディング・アーティストとしては、非常に前衛的なことをやってます」と述べており、影響の一例としてアート・オブ・ノイズを挙げていた。
1997年公開の『もののけ姫』がきっかけとなり、フルオーケストラの仕事が増えたことから、クラシックのスコアを研究するようになる。また、「本当に自分の血となり肉となるには自らその作品を指揮するのが一番」との考えから指揮者としての活動を開始し、のちには指揮法を秋山和慶に師事した。また、「ベートーベンの中に宝石がたくさんあると思うようになった」と語り、これまで数多くの楽曲を指揮するなかで、特に印象に残った作曲家にベートーベンと共にブラームスを挙げている。
2006年、数年前から自身の作家性への問いかけが大きくなっていた頃、アンドリュー・ポピーの『The Beating of Wings』を聴き、ミニマル・ミュージックへの熱意が再燃。マイケル・ナイマンやフィリップ・グラスのように、映画音楽と並行して現代作曲家としての作品を残すことを目標とするようになる。

### クラシック
2010年のインタビューでは、今もっとも意識している作曲家としてジョン・アダムズを挙げ、その理由を「クラシックとオーケストラを知りぬいている」と答えている。2014年のインタビューでは、刺激を受けるクリエイターにニコ・ミューリーやガブリエル・プロコフィエフなどを挙げ、新しい世代の台頭への関心を語った。
2014年から開催しているコンサートシリーズ「MUSIC FUTURE」では、アルヴォ・ペルト、ヘンリク・グレツキ、マックス・リヒター、デヴィッド・ラングなど、ミニマル・ミュージックやポスト・ミニマル、ポスト・クラシカルの分野で活躍する海外の作曲家の作品を国内に紹介している。同コンサートでは「Young Composer’s Competition」と題したコンペティションを開催しており、若手作曲家の作品を公募し上演を行っている。

## コンサート

### 演奏活動
コンサートも積極的に行っており、ピアノ・アンサンブル・オーケストラなど様々なスタイルで披露している。コンサートでは主にピアノを担当するが、2000年の「地下鉄サリン事件被害者支援コンサート」では、金洪才に代わり数曲の指揮を担当し、指揮者としてデビュー。2001年のコンサートツアー「SUPER ORCHESTRA NIGHT 2001」では、同様に楽曲「Student Quartet」の指揮を担当している。
2003年のコンサートツアー「〜a Wish to the Moon〜 Etude&Encore PIANO STORIES 2003」では、ピアノとチェロ9本という編成でコンサートを行った。このツアーの東京公演を収録したDVDがリリースされている（久石譲の初のライブDVDリリース）。同年の「新日本フィル・ペンションファンドコンサート」や「Symphonic Special 2003」では、指揮を担当する楽曲数も増え、指揮者としての姿が目立ってきた。
2004年、新日本フィルハーモニー交響楽団と新たに結成した、新日本フィル・ワールド・ドリーム・オーケストラの音楽監督に就任。「ジャンルにとらわれず魅力ある作品を多くの人々に聴いてもらおう」という願いから、自身の楽曲だけではなく、「007のテーマ」、「ミッション・インポッシブルのテーマ」といった有名な映画音楽を自らアレンジしたものから、ラヴェルの「ボレロ」のようなクラシック曲など、ジャンルにとらわれないスタイルでコンサートを行う。同年のコンサートツアー「World Dream Orchestra 2004」では、音楽監督として全曲を指揮。なお、ステージにはピアノも設置され、弾き振りもあった。本人いわく「ピアノはあまり得意ではない」。このコンサート以来、指揮は基本的に久石が行っている（弾き振りが可能な場合は指揮台前に置かれたピアノで久石が、不可能な部分はステージ脇に設置されたピアノを別個の奏者が演奏する）。
2005年のコンサートツアー「Symphonic Special 2005」では、ステージに大スクリーンを設置し、バスター・キートンの無声映画「The General」（邦題「キートンの大列車追跡」）の映像に合わせてオーケストラを指揮。元々は2004年の第57回カンヌ国際映画祭のイベントで久石が行ったものであるが、日本でも成功を収めた。
2008年8月には、宮崎駿監督作品の音楽のみを集めたコンサート「久石譲in武道館〜宮崎アニメと共に歩んだ25年間〜」を開催。6管編成のオーケストラ、一般公募を含む合唱団、ソリスト（平原綾香、藤岡藤巻と大橋のぞみ、麻衣、林正子）他、計1,100人を越えるメンバーと共演。コンサートは4日、5日で計3公演行われた（当初は4日、5日の計2公演を予定。しかしチケットが初日完売したため5日夜に追加公演が用意された）。
2025年7月、自身初となる東京ドームでのジブリフィルムコンサートが行われた。16、17日（17日は昼夜2公演）で計3回行われ、ツアーファイナルとなる今回のコンサートには延べ13万人の観客が訪れた。コンサートは、ロイヤル・フィルハーモニー管弦楽団と行われた。また、応募総数は約120万件であり、追加公演の開催も発表されている。

### 海外公演
2011年6月から7月にかけて「久石譲 3.11 チャリティーコンサート〜ザ ベスト オブ シネマミュージック〜」が、日本・フランス・中国の3カ国で開催された。久石は同年4月末に気仙沼市や陸前高田市、大船渡市を訪れた。その際、被災地の学校にてピアノなどの楽器が津波により流された状況を目の当たりにし、音楽家であるという強い想いがこのコンサートを企画させたという。
2015年、イタリアの第17回ウディネ・ファーイースト映画祭で、特別功労賞の受賞を記念したコンサートを開催した。
2017年から「Joe Hisaishi Symphonic Concert：Music from the Studio Ghibli Films of Hayao Miyazaki」のワールドツアーを開催。6月にフランスのパレ・デ・コングレ・ド・パリで初演を行い、コンセール・ラムルーのオーケストラと合唱団、麻衣らと共演し、宮崎駿作品の楽曲を披露した。この公演の模様は日本では「久石譲 in パリ」と題され、NHKで放送された。ツアーはこれまで、ニューヨーク、ロサンゼルスなどアメリカの各都市やヨーロッパの各国、オーストラリアなど世界各地で公演している。
2018年、ニューヨークのカーネギー・ホールで、現代の音楽をセレクトするコンサートシリーズ「MUSIC FUTURE」の第5回目を開催した。
2022年8月13日から18日にニューヨークのラジオシティ・ミュージックホールでアメリカ交響楽団を指揮し「Joe Hisaishi Symphonic Concert：Music from the Studio Ghibli Films of Hayao Miyazaki」5公演を開催
。全公演完売している。
2023年3月30日、ウィーン楽友協会で開催された映画コンサート・シリーズ「CINEMA:SOUND」に出演し、ウィーン交響楽団と共演。
同年8月24日、ロサンゼルスのハリウッド・ボウルでロサンジェルス・フィルハーモニックとコンサートを実施。17500席が完売と本人もインスタグラムで伝えている。

## 関連ユニット

### ワンダーシティ・オーケストラ
『MKWAJU』発表の後、ポップスフィールドに転向した久石が一時期使用していたソロユニット名。久石のファーストアルバム『INFORMATION』はこのアーティスト名でリリースされた。この他、『風の谷のナウシカ』のイメージアルバムなどに演奏者として記載されている。なお、一部で久石譲&ワンダーシティ・オーケストラという誤った記述が見られるが、そのような表記は存在しない。

### 久石譲アンサンブル
2000年に久石がリリースしたアルバム『Shoot The Violist』に使用されたアーティスト名。「僕が20代の前半にいつかこういう作曲家になりたいって思ったことを実現できたアルバムなんです」と語っている。アルバムを発表する数年前から編成を変えながら活動を行っており、1999年に行われた全国ツアーはアルバムのレコーディングと同じメンバーによる。メンバーは久石譲（ピアノ）、バラネスク・カルテット（弦楽四重奏）、齋藤順（コントラバス）、金城寛文（ウッドウィンド）、高野正幹（ウッドウィンド）、神谷百子（マリンバ）、大石真理恵（マリンバ・パーカッション）。

### 新日本フィル・ワールド・ドリーム・オーケストラ
2004年に久石が新日本フィルハーモニー交響楽団と結成したオーケストラ。久石は音楽監督を務める。詳細はコンサートの項を参照。

### フューチャー・オーケストラ・クラシックス
久石が芸術監督を務めていた長野市芸術館で、2016年から活動を行っていたナガノ・チェンバー・オーケストラを母体に、2019年に創設されたオーケストラ。古典や現代作品など様々な楽曲の演奏を行い、ベートーヴェンの交響曲全集の録音も発表している。また、宮崎駿監督の映画『君たちはどう生きるか』でも演奏を担当している。

## ディスコグラフィー

### シングル

#### ソロシングル
| #                                | 発売日               | タイトル                            | B面                                                                  | 規格                 | 規格品番             |
| NECアベニュー / IXIA             | NECアベニュー / IXIA | NECアベニュー / IXIA                | NECアベニュー / IXIA                                                 | NECアベニュー / IXIA | NECアベニュー / IXIA |
| -------------------------------- | -------------------- | ----------------------------------- | -------------------------------------------------------------------- | -------------------- | -------------------- |
| 1st                              | 1988年8月21日        | Night City                          | L' étranger                                                          | EP                   |                      |
| 1st                              | 1988年8月21日        | Night City                          | L' étranger                                                          | 8cmCD                | N10C-701             |
| 2nd                              | 1989年1月10日        | 冬の旅人                            | Green Requiem                                                        | EP                   | N07E-702             |
| 2nd                              | 1989年1月10日        | 冬の旅人                            | Green Requiem                                                        | 8cmCD                | N10C-702             |
| NECアベニュー                    |                      |                                     |                                                                      |                      |                      |
| 3rd                              | 1989年7月21日        | THE INNERS 〜遙かなる時間の彼方へ〜 | THE INNERS 〜遙かなる時間の彼方へ〜 (Ending Theme-Orchestra Version) | 8cmCD                | N09C-29              |
| 東芝EMI / Planet earth           |                      |                                     |                                                                      |                      |                      |
| 4th                              | 1992年3月4日         | 君だけを見ていた                    | Tango X.T.C                                                          | 8cmCD                | TODT-2810            |
| パイオニアLDC JOE'S PROJECT 名義 |                      |                                     |                                                                      |                      |                      |
| 5th                              | 1994年6月1日         | ぴあの                              | ぴあの スタンダード                                                  | 8cmCD                | PIDL-1118            |
| ポリドール・レコード             |                      |                                     |                                                                      |                      |                      |
| 6th                              | 1997年1月25日        | EVE (パラサイト・イヴのテーマ)      | EVE (パラサイト・イヴのテーマ) Piano Version                         | 8cmCD                | PODH-1339            |

#### コラボレーションシングル
| 名義                     | 発売日               | タイトル                       | B面                              | 規格                 | 規格品番             |
| NECアベニュー / IXIA     | NECアベニュー / IXIA | NECアベニュー / IXIA           | NECアベニュー / IXIA             | NECアベニュー / IXIA | NECアベニュー / IXIA |
| ------------------------ | -------------------- | ------------------------------ | -------------------------------- | -------------------- | -------------------- |
| 大林宣彦 & FRIENDS       | 1991年3月21日        | 草の想い                       | 風の時間                         | 8cmCD                | NADL-1017            |
| パイオニアLDC            |                      |                                |                                  |                      |                      |
| 純名里沙 & Joe's Project | 1994年8月10日        | ぴあの                         | Labyrinth of Eden (Instrumental) | 8cmCD                | PIDL-1134            |
| 東芝EMI / EXPRESS        |                      |                                |                                  |                      |                      |
| 宮沢和史 with 久石譲     | 1997年9月10日        | 旅立ちの時〜Asian Dream Song〜 | Asian Dream Song -Instrumental-  | 8cmCD                | TODT-5042            |
| rhythm zone              |                      |                                |                                  |                      |                      |
| EXILE ATSUSHI & 久石譲   | 2013年10月16日       | 懺悔                           | 赤とんぼ                         | CD+DVD               | RZCD-59456/B         |
| EXILE ATSUSHI & 久石譲   | 2013年10月16日       | 懺悔                           | 赤とんぼ                         | CD                   | RZCD-59457           |

### アルバム

#### オリジナルアルバム
|                                                                   | 発売日                                                            | タイトル                                                                       | 規格                                                              | 規格品番                                                          |
| 徳間音楽工業 / ジャパンレコード ワンダーシティ・オーケストラ 名義 | 徳間音楽工業 / ジャパンレコード ワンダーシティ・オーケストラ 名義 | 徳間音楽工業 / ジャパンレコード ワンダーシティ・オーケストラ 名義              | 徳間音楽工業 / ジャパンレコード ワンダーシティ・オーケストラ 名義 | 徳間音楽工業 / ジャパンレコード ワンダーシティ・オーケストラ 名義 |
| ----------------------------------------------------------------- | ----------------------------------------------------------------- | ------------------------------------------------------------------------------ | ----------------------------------------------------------------- | ----------------------------------------------------------------- |
| 1st                                                               | 1982年10月25日                                                    | INFORMATION                                                                    | LP                                                                | JAL-1005                                                          |
| 徳間音楽工業 / ジャパンレコード                                   |                                                                   |                                                                                |                                                                   |                                                                   |
| 2nd                                                               | 1985年6月25日                                                     | α-BET-CITY                                                                     | LP                                                                | 28JAL-3016                                                        |
| 2nd                                                               | 1985年6月25日                                                     | α-BET-CITY                                                                     | CD                                                                | 32JC-130                                                          |
| NECアベニュー / IXIA                                              |                                                                   |                                                                                |                                                                   |                                                                   |
| 3rd                                                               | 1988年7月21日                                                     | Piano Stories                                                                  | LP                                                                | N28U-701                                                          |
| 3rd                                                               | 1988年7月21日                                                     | Piano Stories                                                                  | CD                                                                | N32C-701                                                          |
| 4th                                                               | 1988年12月21日                                                    | illusion                                                                       | LP                                                                | N28U-702                                                          |
| 4th                                                               | 1988年12月21日                                                    | illusion                                                                       | CD                                                                | N32C-702                                                          |
| 5th                                                               | 1989年9月21日                                                     | PRETENDER                                                                      | CD                                                                | N29C-703                                                          |
| 東芝EMI / Planet earth                                            |                                                                   |                                                                                |                                                                   |                                                                   |
| 6th                                                               | 1991年2月22日                                                     | I am                                                                           | CD                                                                | TOCP-6610                                                         |
| 7th                                                               | 1992年2月12日                                                     | My Lost City                                                                   | CD                                                                | TOCT-6414                                                         |
| パイオニアLDC                                                     |                                                                   |                                                                                |                                                                   |                                                                   |
| 8th                                                               | 1994年7月27日                                                     | 地上の楽園                                                                     | CD                                                                | PICL-1085                                                         |
| 9th                                                               | 1995年1月25日                                                     | MELODY Blvd.                                                                   | CD                                                                | PICL-1088                                                         |
| ポリドール・レコード                                              |                                                                   |                                                                                |                                                                   |                                                                   |
| 10th                                                              | 1996年10月25日                                                    | PIANO STORIES II〜The Wind of Life〜                                           | CD                                                                | POCH-1604                                                         |
| 11th                                                              | 1997年10月15日                                                    | WORKS I                                                                        | CD                                                                | POCH-1652                                                         |
| 12th                                                              | 1998年10月14日                                                    | NOSTALGIA PIANO STORIES III                                                    | CD                                                                | POCH-1731                                                         |
| ポリドール・レコード 久石譲アンサンブル 名義                      |                                                                   |                                                                                |                                                                   |                                                                   |
| 13th                                                              | 2000年5月17日                                                     | Shoot The Violist〜ヴィオリストを撃て〜                                        | CD                                                                | POCH-1928                                                         |
| ポリドール・レコード                                              |                                                                   |                                                                                |                                                                   |                                                                   |
| 14th                                                              | 2002年3月6日                                                      | ENCORE                                                                         | CD                                                                | UPCH-1142                                                         |
| ユニバーサルミュージック                                          |                                                                   |                                                                                |                                                                   |                                                                   |
| 15th                                                              | 2003年3月12日                                                     | ETUDE 〜a Wish to the Moon〜                                                   | CD                                                                | UPCH-1221                                                         |
| 16th                                                              | 2005年1月26日                                                     | FREEDOM PIANO STORIES 4                                                        | CD                                                                | UPCI-1014                                                         |
| 17th                                                              | 2005年7月27日                                                     | WORKS III                                                                      | CD                                                                | UPCI-1027                                                         |
| 18th                                                              | 2006年10月4日                                                     | Asian X.T.C.                                                                   | CD                                                                | UPCI-1051                                                         |
| ユニバーサルシグマ / A&Mレコード                                  |                                                                   |                                                                                |                                                                   |                                                                   |
| 19th                                                              | 2009年2月18日                                                     | Another Piano Stories〜The End of the World〜                                  | CD+DVD (初回限定盤)                                               | UMCK-9260                                                         |
| 19th                                                              | 2009年2月18日                                                     | Another Piano Stories〜The End of the World〜                                  | CD (通常盤)                                                       | UMCK-1294                                                         |
| 20th                                                              | 2009年8月12日                                                     | Minima_Rhythm                                                                  | CD                                                                | UPCI-1051                                                         |
| 21st                                                              | 2015年8月5日                                                      | Minima_Rhythm II                                                               | CD                                                                | UMCK-1518                                                         |
| ユニバーサルミュージック / グラモフォン                           |                                                                   |                                                                                |                                                                   |                                                                   |
| 22nd                                                              | 2023年6月30日                                                     | A Symphonic Celebration - Music from the Studio Ghibli Films of Hayao Miyazaki | CD (限定盤)                                                       | UMCK-7191                                                         |
| 22nd                                                              | 2023年6月30日                                                     | A Symphonic Celebration - Music from the Studio Ghibli Films of Hayao Miyazaki | CD (通常盤)                                                       | UMCK-1731                                                         |

#### ベストアルバム
|                                  | 発売日                   | タイトル                                        | 規格                     | 規格品番                 |
| ユニバーサルミュージック         | ユニバーサルミュージック | ユニバーサルミュージック                        | ユニバーサルミュージック | ユニバーサルミュージック |
| -------------------------------- | ------------------------ | ----------------------------------------------- | ------------------------ | ------------------------ |
| 1st                              | 2006年6月7日             | THE BEST COLLECTION                             | CD                       | UPCI-1048                |
| ユニバーサルシグマ / A&Mレコード |                          |                                                 |                          |                          |
| 2nd                              | 2008年4月16日            | Piano Stories Best '88-'08                      | CD                       | UPCI-1080                |
| 3rd                              | 2010年10月27日           | Melodyphony 〜Best of Joe Hisaishi〜            | CD+DVD (初回盤A)         | UMCK-9386                |
| 3rd                              | 2010年10月27日           | Melodyphony 〜Best of Joe Hisaishi〜            | CD+DVD (初回盤B)         | UMCK-9387                |
| 3rd                              | 2010年10月27日           | Melodyphony 〜Best of Joe Hisaishi〜            | CD (通常盤)              | UMCK-1369                |
| ユニバーサルシグマ / DECCA GOLD  |                          |                                                 |                          |                          |
| 4th                              | 2020年2月21日            | Dream Songs: The Essential Joe Hisaishi         | CD                       | UMCK-1638/9              |
| 5th                              | 2021年8月20日            | Songs of Hope: The Essential Joe Hisaishi Vol.2 | CD                       | UMCK-1683/4              |

#### コンピレーションアルバム
|                          | 発売日               | タイトル                                      | 規格                 | 規格品番             | 備考                             |
| ポリドール・レコード     | ポリドール・レコード | ポリドール・レコード                          | ポリドール・レコード | ポリドール・レコード | ポリドール・レコード             |
| ------------------------ | -------------------- | --------------------------------------------- | -------------------- | -------------------- | -------------------------------- |
| 1st                      | 1986年9月25日        | CURVED MUSIC                                  | LP                   | 28MX-2531            | CM曲集                           |
| 1st                      | 1986年9月25日        | CURVED MUSIC                                  | CD                   | H33P20107            | CM曲集                           |
| NECアベニュー / IXIA     |                      |                                               |                      |                      |                                  |
| 2nd                      | 1992年10月21日       | B+1                                           | CD                   | NACL-1079            | 未発表映画音楽集                 |
| ポリドール・レコード     |                      |                                               |                      |                      |                                  |
| 3rd                      | 2001年6月21日        | joe hisaishi meets kitano films               | CD                   | UPCH-1086            | 北野武監督作品サウンドトラック集 |
| ユニバーサルミュージック |                      |                                               |                      |                      |                                  |
| 4th                      | 2003年1月29日        | CURVED MUSIC II 〜CM Tracks of JOE HISAISHI〜 | CD                   | UPCH-1216            | CM曲集                           |
| Wonder Land Records      |                      |                                               |                      |                      |                                  |
| 5th                      | 2004年1月21日        | PRIVATE                                       | CD                   | WRCT-1007            | ボーカル曲集                     |
| ユニバーサルシグマ       |                      |                                               |                      |                      |                                  |
| 6th                      | 2014年3月12日        | Ghibli Best Stories                           | CD                   | UMCK-1473            | スタジオジブリ作品セルフカバー集 |

#### ライブアルバム
|                                  | 発売日                 | タイトル                   | 規格                   | 規格品番               |
| 東芝EMI / Planet earth           | 東芝EMI / Planet earth | 東芝EMI / Planet earth     | 東芝EMI / Planet earth | 東芝EMI / Planet earth |
| -------------------------------- | ---------------------- | -------------------------- | ---------------------- | ---------------------- |
| 1st                              | 1992年9月9日           | Symphonic Best Selection   | CD                     | TOCT-6675              |
| ポリドール・レコード             |                        |                            |                        |                        |
| 2nd                              | 1999年9月22日          | WORKS II                   | CD                     | POCH-1830              |
| Wonder Land Records              |                        |                            |                        |                        |
| 3rd                              | 2002年7月26日          | SUPER ORCHESTRA NIGHT 2001 | CD                     | WRCT-1005              |
| ユニバーサルミュージック         |                        |                            |                        |                        |
| 4th                              | 2003年10月22日         | 空想美術館                 | CD                     | UPCH-1299              |
| ユニバーサルシグマ / A&Mレコード |                        |                            |                        |                        |
| 5th                              | 2011年9月7日           | The Best of Cinema Music   | CD                     | UMCK-1404              |
| ユニバーサルシグマ               |                        |                            |                        |                        |
| 6th                              | 2014年10月8日          | WORKS IV -Dream of W.D.O.- | CD                     | UMCK-1495              |
| ユニバーサルシグマ / A&Mレコード |                        |                            |                        |                        |
| 7th                              | 2017年8月2日           | Minima_Rhythm III          | CD                     | UMCK-1580              |
| 8th                              | 2021年7月7日           | Minima_Rhythm IV           | CD                     | UMCK-1682              |

#### 久石譲 & W.D.O.アルバム
|                                  | 発売日                   | タイトル                                  | 規格                     | 規格品番                 |
| ユニバーサルミュージック         | ユニバーサルミュージック | ユニバーサルミュージック                  | ユニバーサルミュージック | ユニバーサルミュージック |
| -------------------------------- | ------------------------ | ----------------------------------------- | ------------------------ | ------------------------ |
| 1st                              | 2004年6月16日            | WORLD DREAMS                              | CD                       | UPCI-1003                |
| 2nd                              | 2005年11月30日           | パリのアメリカ人                          | CD                       | UPCI-1036                |
| LIVE                             | 2006年12月20日           | 真夏の夜の悪夢                            | CD                       | UPCI-1054                |
| BEST                             | 2007年6月20日            | W.D.O.BEST                                | CD+DVD (初回限定盤)      | UPCI-9022                |
| BEST                             | 2007年6月20日            | W.D.O.BEST                                | CD (通常盤)              | UPCI-1066                |
| ユニバーサルシグマ / A&Mレコード |                          |                                           |                          |                          |
| LIVE                             | 2016年7月13日            | The End of the World                      | CD                       | UMCK-1545/6              |
| 3rd                              | 2018年8月1日             | Symphonic Suite Castle in the Sky         | CD                       | UMCK-1605                |
| LIVE                             | 2019年7月31日            | Spirited Away Suite                       | CD                       | UMCK-1636                |
| LIVE                             | 2020年8月19日            | Symphonic Suite “Kiki’s Delivery Service” | CD                       | UMCK-1665                |
| LIVE                             | 2022年7月20日            | Symphonic Suite “Princess Mononoke”2021   | CD                       | UMCK-1715                |

#### MUSIC FUTUREアルバム
|                      | 発売日               | タイトル             | 規格                 | 規格品番             |
| オクタヴィアレコード | オクタヴィアレコード | オクタヴィアレコード | オクタヴィアレコード | オクタヴィアレコード |
| -------------------- | -------------------- | -------------------- | -------------------- | -------------------- |
| 1st                  | 2016年10月21日       | MUSIC FUTURE 2015    | CD                   | OVCL-00620           |
| 2nd                  | 2017年11月22日       | MUSIC FUTURE II      | CD                   | OVCL-00640           |
| 3rd                  | 2018年11月21日       | MUSIC FUTURE III     | CD                   | OVCL-00685           |
| 4th                  | 2019年11月20日       | MUSIC FUTURE IV      | CD                   | OVCL-00710           |
| 5th                  | 2021年10月20日       | MUSIC FUTURE V       | SACD                 | OVCL-00765           |
| 6th                  | 2022年11月23日       | MUSIC FUTURE VI      | SACD                 | OVCL-00795           |

#### その他アルバム
|                                  | 発売日                       | タイトル                     | 規格                         | 規格品番                     | 備考                           |
| 日本コロムビア / BETTER DAYS     | 日本コロムビア / BETTER DAYS | 日本コロムビア / BETTER DAYS | 日本コロムビア / BETTER DAYS | 日本コロムビア / BETTER DAYS | 日本コロムビア / BETTER DAYS   |
| -------------------------------- | ---------------------------- | ---------------------------- | ---------------------------- | ---------------------------- | ------------------------------ |
| 1st                              | 1981年6月25日                | MKWAJU                       | LP                           | YF-7019-ND                   | ムクワジュ・アンサンブル作品   |
| 日本コロムビア                   |                              |                              |                              |                              |                                |
| 2nd                              | 1996年7月20日                | 銀河鉄道の夜                 | CD                           | COCC-13556                   | 宮沢賢治生誕100年記念アルバム  |
| 徳間ジャパンコミュニケーションズ |                              |                              |                              |                              |                                |
| 3rd                              | 1998年2月25日                | HOPE                         | CD                           | TKCA-71348                   | 長野パラリンピック支援アルバム |
| Wonder Land Records              |                              |                              |                              |                              |                                |
| 4th                              | 2006年4月26日                | RAKUEN/MALDIVES              | CD                           | WRCT-1010                    | ビデオ作品サウンドトラック集   |
| 5th                              | 2012年2月15日                | Vermeer & Escher             | CD                           | WRCT-1013                    | フェルメール光の王国展音楽     |

#### 非公認アルバム
|               | 発売日         | タイトル                      | 規格          | 規格品番      |
| パイオニアLDC | パイオニアLDC  | パイオニアLDC                 | パイオニアLDC | パイオニアLDC |
| ------------- | -------------- | ----------------------------- | ------------- | ------------- |
| 1st           | 1999年12月22日 | Best Selection                | CD            | PICL-1194     |
| 2nd           | 2001年12月12日 | COMPLETE Best Selection       | CD            | PICL-1235     |
| Milan Records |                |                               |               |               |
| 3rd           | 2006年7月21日  | HISAISHI meets MIYAZAKI Films | CD            | 399 055-2     |

### 映像作品
|                                                            | 発売日                   | タイトル                                                            | 規格                     | 規格品番                 |
| ユニバーサルミュージック                                   | ユニバーサルミュージック | ユニバーサルミュージック                                            | ユニバーサルミュージック | ユニバーサルミュージック |
| ---------------------------------------------------------- | ------------------------ | ------------------------------------------------------------------- | ------------------------ | ------------------------ |
| 1st                                                        | 2003年6月25日            | a Wish to the Moon Joe Hisaishi & 9 Cellos 2003 ETUDE & ENCORE TOUR | DVD                      | UPBH-1094                |
| 2nd                                                        | 2006年12月20日           | W.D.O.                                                              | DVD                      | UPBI-1014                |
| ウォルト・ディズニー・スタジオ・ホーム・エンターテイメント |                          |                                                                     |                          |                          |
| 3rd                                                        | 2009年7月3日             | 久石譲 in 武道館 〜宮崎アニメと共に歩んだ25年間〜                   | DVD                      | VWDZ-8130                |
| 3rd                                                        | 2009年7月3日             | 久石譲 in 武道館 〜宮崎アニメと共に歩んだ25年間〜                   | BD                       | VWBS-1078                |

### タイアップ
| 曲名                                | タイアップ                                                       | 収録作品                                                   |
| ----------------------------------- | ---------------------------------------------------------------- | ---------------------------------------------------------- |
| 冬の旅人                            | フジ・東海テレビ系全国ネット『華の別れ』主題歌                   | シングル「冬の旅人」                                       |
| THE INNERS 〜遙かなる時間の彼方へ〜 | NHKスペシャル『驚異の小宇宙 人体』テーマ曲                       | シングル「THE INNERS 〜遙かなる時間の彼方へ〜」            |
| 草の想い                            | 大林宣彦監督作品映画「ふたり」愛のテーマ                         | コラボレーションシングル「草の想い」                       |
| 風の時間                            | 「ふたり」オープニング曲                                         | コラボレーションシングル「草の想い」                       |
| 君だけを見ていた                    | フジTV系全国ネット『大人は判ってくれない』オープニング・テーマ曲 | シングル「君だけを見ていた」                               |
| Tango X.T.C                         | フジTV系全国ネット『大人は判ってくれない』エンディング・テーマ曲 | シングル「君だけを見ていた」                               |
| ぴあの                              | NHK連続テレビ小説『ぴあの』テーマ・ソング                        | シングル「ぴあの」                                         |
| ぴあの                              | NHK連続テレビ小説『ぴあの』テーマ・ソング                        | コラボレーションシングル「ぴあの」                         |
| EVE (パラサイト・イヴのテーマ)      | 映画『パラサイト・イヴ』テーマソング                             | シングル「EVE (パラサイト・イヴのテーマ)」                 |
| 旅立ちの時〜Asian Dream Song〜      | 長野パラリンピック冬季大会テーマ・ソング                         | コラボレーションシングル「旅立ちの時〜Asian Dream Song〜」 |
| 懺悔                                | 日本テレビ開局60年「特別展 京都」テーマソング                    | コラボレーションシングル「懺悔」                           |

## 作品
分類は初出の編成に基づく。のちに別の編成への編曲が行われた作品も存在する。

### 交響曲
- 交響曲第1番[注釈 8]（2011年、未完）※藤澤守名義
- THE EAST LAND SYMPHONY（2016年）※未完となった交響曲第1番をベースに改題[192][193]
- ASIAN SYMPHONY[注釈 9]（2017年）
- 交響曲第2番（2021年）
- Metaphysica（交響曲第3番）（2021年、新日本フィルハーモニー交響楽団委嘱）

### 室内交響曲
- 室内交響曲 〜エレクトリック・ヴァイオリンと室内オーケストラのための〜（2015年）
- 室内交響曲第2番《The Black Fireworks》〜バンドネオンと室内オーケストラのための〜（2017年）

### 協奏曲
- コントラバス協奏曲（2015年、日本テレビ委嘱、読響シンフォニックライブ初演）
- The Border 〜Concerto for 3 Horns and Orchestra〜 / 3本のホルンとオーケストラのための協奏曲「The Border」（2020年）
- Variation 57 〜2台のピアノのための協奏曲（2022年）

### 管弦楽曲
- Links（2007年、JAPAN国際コンテンツフェスティバル委嘱）
- Orbis[注釈 10]（2007年、サントリー1万人の第九委嘱）
- Sinfonia for Chamber Orchestra / 室内オーケストラのためのシンフォニア（2009年）
- Prime of Youth（2010年、大阪青年会議所委嘱）
- 5th Dimension[注釈 11]（2011年）※藤澤守名義[194]
- TRI-AD for Large Orchestra（2016年、長野市芸術館委嘱）
- Deep Ocean（2016年）※NHKスペシャル『シリーズ ディープ・オーシャン』の組曲化
- ad Universum（2019年）※プラネタリウム『To the GRAND UNIVERSE』の組曲化
- Driving to Future（2019年、アイシン・エィ・ダブリュ委嘱）
- Variation 57 for Two Pianos and Chamber Orchestra（2019年）

### 室内楽曲
- フルート、バイオリン、ピアノによる「メディア」（1971年）
- LARAI（1973年）
- Release and Reorder -不確定の奏者による-（1975年）
- Pulsation -many voice & 3 percussions-（1976年）
- Forever and ever -Pranaのためのinvention-（1976年）
- brahamana（1977年）
- 寂 （ギターと尺八による）（1977年）
- アランフェス（1978年）
- インディア（1978年）
- 祭儀書（1978年）
- Blue Etude（1978年）
- Adzida Dance（1978年）
- フラッシュ=バック（1979年）
- パルス・イン・マイ・マインド（1980年）
- MKWAJU Suite / ムクワジュ組曲（1980年）
- DEAD Suite / 組曲「DEAD」[注釈 12]（1999年）
- Winter Garden（2006年）
- The End of The World[注釈 13]（2008年）
- 弦楽オーケストラのための「ディヴェルティメント」（2009年）
- 弦楽オーケストラのための「螺旋」（2010年）※藤澤守名義
- トロンボーンカルテットのための「4つのバガテル」（2010年、トロンボーン・クァルテット・ジパング委嘱）
- Shaking Anxiety and Dreamy Globe / 揺れ動く不安と夢の球体（2012年、Hakujuギター・フェスタ2012委嘱）
- String Quartet No.1 / 弦楽四重奏曲第1番（2014年）
- 2 Pieces for Strange Ensemble（2016年）
- Encounter for String Orchestra（2017年）
- Variation 14 for Large Ensemble（2020年）
- 2 Dances（2021年）
- Viola Saga（2022年）
- Adagio for 2 Harps and Strings（2023年）

### 吹奏楽曲
- Single Track Music 1（2015年、バンド維新2015委嘱）

### 合唱曲
- I Want to Talk to You（2020年、山形県委嘱）
- I was there（2022年、キングズ・シンガーズ委嘱）

### ピアノ
- Sonate pour piano n°1（2022年）

### シンセサイザー
- DA・MA・SHI・絵（1985年）

### 放送・施設音楽
三鷹の森ジブリ美術館 展示室音楽
- Musica del Museo[注釈 14]（2001年）
- Birthday 15+（2006年）
- La neve e rimossa（2008年）
- Wave（2009年）
- Stormy Sea of Spring（2010年）
- 祈りのうた（2015年）
- 小さな曲（2017年）
- The Bird Seeing The Bridge（2018年）
- 祈りのうたII
- Ask me Why
- Portam
- Birthday Song

その他
- Vermeer & Escher（2012年、フェルメール光の王国展 音楽）
- イザベラ・バードの日本紀行（2013年、J-WAVEリーディングドラマ テーマ音楽）

## 音楽担当

### 映画
- 咽び唄の里 土呂久（1976年）
- 人魚がくれたさくら貝（1980年）
- テクノポリス21C（1982年）
- オズの魔法使い（1982年、東宝アニメ映画）
- 風の谷のナウシカ（1984年）
- Wの悲劇（1984年）
- 早春物語（1985年）
- 春の鐘（1985年）
- グリーン・レクイエム（1985年）
- 天空の城ラピュタ（1986年）
- アリオン（1986年）
- 熱海殺人事件（1986年）
- めぞん一刻（1986年、実写版）
- 恋人たちの時刻（1987年）
- 漂流教室（1987年）
- この愛の物語（1987年）
- ドン松五郎の大冒険（1987年）
- となりのトトロ（1988年）
- 極道渡世の素敵な面々（1988年）
- 魔女の宅急便（1989年）
- ヴイナス戦記（1989年）
- 釣りバカ日誌2（1989年）
- カンバック（1990年）
- ペエスケ ガタピシ物語（1990年）
- タスマニア物語（1990年）
- あの夏、いちばん静かな海。（1991年）
- 仔鹿物語（1991年）
- ふたり（1991年）
- 福沢諭吉（1991年）
- 青春デンデケデケデケ（1992年）
- 紅の豚（1992年）
- はるか、ノスタルジィ（1993年）
- ソナチネ（1993年）
- 水の旅人 侍KIDS（1993年）
- 女ざかり（1994年）
- キッズ・リターン（1996年）
- もののけ姫（1997年）
- パラサイト・イヴ（1997年）
- HANA-BI（1998年）
- 時雨の記（1998年）
- 菊次郎の夏（1999年）
- 川の流れのように（2000年）
- はつ恋（2000年）
- 千と千尋の神隠し（2001年）
- BROTHER（2001年、日本・アメリカ・イギリス）
- プセの冒険 真紅の魔法靴 Le Petit Poucet（2001年、フランス）
- Quartet カルテット（2001年、監督・共同脚本も担当）
- 4MOVEMENT（2001年、監督・総合プロデューサーも担当）
- めいとこねこバス（2002年）※短編アニメ映画
- Dolls（2002年）
- Castle in the sky[195][196][注釈 15]（2003年）
- 壬生義士伝（2003年）
- ハウルの動く城（2004年）
- キートンの大列車追跡 The General（2004年、アメリカ）※本編製作は1926年
- 男たちの大和/YAMATO（2005年）
- トンマッコルへようこそ Welcome to Dongmakgol（2005年、韓国）
- 西遊記リローデッド A Chinese Tall Story（2005年、香港）
- おばさんのポストモダン生活 The Postmodern Life of My Aunt（2006年、香港）
- マリと子犬の物語（2007年）
- 日はまた昇る The Sun Also Rises（2007年、中国）
- 崖の上のポニョ（2008年）
- おくりびと（2008年）
- 私は貝になりたい（2008年）
- Sunny et Elephant（2008年、フランス）
- ウルルの森の物語（2009年）
- 悪人（2010年）
- 海洋天堂（2010年、中国・香港）
- パン種とタマゴ姫（2010年、編曲）※短編アニメ映画
- 肩の上の蝶 Rest on Your Shoulder（2011年、中国）※2011日本・中国映画週間で上映
- 天地明察（2012年）
- スイートハート・チョコレート Sweetheart Chocolate（2012年、日本・中国）
- 東京家族（2013年）
- 奇跡のリンゴ（2013年）
- 風立ちぬ（2013年）
- かぐや姫の物語（2013年）
- 小さいおうち（2014年）
- 柘榴坂の仇討（2014年）
- 家族はつらいよ（2016年）
- 花戦さ（2017年）[197]
- Our Time Will Come（2017年、中国・香港）
- 家族はつらいよ2（2017年）
- 毛虫のボロ（2018年）※短編アニメ映画
- Till the End of the World（2018年、中国）
- 妻よ薔薇のように 家族はつらいよIII（2018年）
- 海獣の子供（2019年）
- 二ノ国（2019年）[198]
- レジェンド・オブ・フォックス 妖狐伝説 Soul Snatcher（2020年、中国）
- A SUMMER TRIP〜僕とじいじ、1300キロの旅（2021年、中国）
- 君たちはどう生きるか（2023年）
- サイレントラブ（2024年）
- A Big Bold Beautiful Journey（2025年）

#### 映画（テーマ曲）
- さらば復讐の狼たちよ Let the Bullets Fly（2010年、中国）
- この空の花 長岡花火物語（2012年）
- ラーメンより大切なもの（2013年）
- 羊と鋼の森（2018年）

### テレビ
- 消防官物語・風に立て（1981年）
- 南極大陸1万3000キロ（1988年）
- 東芝日曜劇場『伝言』（1988年、TBS）
- NHKスペシャル『驚異の小宇宙 人体』（1989年、NHK）
- 問題の教師（1989年、編曲）[注釈 16]
- ネットワークベイビー（1990年）
- NASA〜未来から落ちてきた男〜（1991年）
- 世にも奇妙な物語 冬の特別編『さよなら6年2組』（1991年）
- NHKスペシャル『驚異の小宇宙 人体II 脳と心』（1993年、NHK）
- 人間ビジョンスペシャル『森が歌う日 魚が帰る』（1993年、北海道テレビ）
- 連続テレビ小説『ぴあの』（1994年、NHK）
- ボクたちのドラマシリーズ『時をかける少女』（1994年、フジテレビ）
- 日曜美術館（1995年）
- 天空に夢輝き 手塚治虫の夏休み（1995年）
- よみがえる森の巨人（1995年）
- 美しき大地と共に（1996年）
- 奇跡の森の巨人（1997年）
- NHKスペシャル『驚異の小宇宙 人体III 遺伝子』（1999年、NHK）
- 小さな駅で降りる（2000年）
- 風の盆から（2002年、NHK）
- 七子と七生（2004年、NHK）
- 太王四神記（2007年、韓国）※日本放送 2007年12月：NHK-BShi、2008年4月：NHK総合ほか
- NHKスペシャルドラマ『坂の上の雲』（2009年 - 2011年、NHK）
- NHKスペシャル『世界初撮影！深海の超巨大イカ』（2013年、NHK）
- NHKスペシャル『シリーズ 深海の巨大生物』（2013年、NHK）
- 女信長（2013年）
- NHKスペシャル『シリーズ ディープ・オーシャン 潜入！深海大峡谷 光る生物たちの王国』（2016年、NHK）
- NHKスペシャル『シリーズ ディープ・オーシャン 南極 深海に巨大生物を見た』（2017年、NHK）
- NHKスペシャル『シリーズ ディープ・オーシャン 超深海 地球最深への挑戦』（2017年、NHK）
- 日曜劇場『この世界の片隅に』（2018年）
- NHKスペシャル『ディープオーシャンII 紅海』（2023年、NHK）

#### テレビ（テーマ曲）
- 兼高かおる世界の旅
- 華の別れ 主題歌「冬の旅人」（1989年、東海テレビ）※歌も本人による
- 大人は判ってくれない オープニングテーマ「君だけを見ていた」（1992年）
- 列島リレードキュメント（1993年）
- 金曜ロードショー オープニングテーマ「Cinema Nostalgia」（1997年）
- 第39回日本レコード大賞（1997年）
- 大アフリカ 「ADZIDA」（2000年、BS-i）※全5回、第4回「王国」では自ら西アフリカを訪ねている。
- 世界美術館紀行 「Musee Imaginaire」（2003年）
- 美の京都遺産 「Legend」（2004年、MBS）
- テレビ50年 戦後60年特別企画『ヒロシマ』 「いのちの名前」（2005年、TBS）※歌は平原綾香による
- シリーズ世界遺産100 「世界遺産100のテーマ」（2006年、NHK）
- NHK名曲の旅・世界遺産コンサート 「Asian Crisis」（2006年）
- 家族の時間（2006年）
- 新春スポーツスペシャル箱根駅伝 「Runner of the Spirit」（2009年、日本テレビ）
- 第60回NHK紅白歌合戦 オリジナルソング「歌の力」（2009年、NHK）
- NHKスペシャルドラマ『坂の上の雲』主題歌「Stand Alone」（2009年 - 2011年、NHK）
- アニメ「サザエさん」放送45周年記念 長谷川町子物語〜サザエさんが生まれた日〜（2013年、フジテレビ）
- 題名のない音楽会 テーマ曲「Untitled Music」（2015年、テレビ朝日）
- 皇室日記 テーマ曲「Diary」（2019年）

### アニメ
- はじめ人間ギャートルズ（1974年、朝日放送）※藤沢守名義
- ろぼっ子ビートン（1976年）※藤沢守名義
- ミスター・ジャイアンツ 栄光の背番号3（1981年、日本テレビ）
- 機動戦士ガンダムII 哀・戦士編（1981年、一部編曲）
- 二死満塁（1982年）
- さすがの猿飛（1982年）
- とんでモン・ペ（1982年）※クインシー名義
- 銀河疾風サスライガー（1983年）
- 機甲創世記モスピーダ（1983年）
- BIRTH（1984年、OVA）
- ふたり鷹（1984年）
- 炎のアルペンローゼ（1985年）
- ロボットカーニバル（1987年、OVA）

### CM
- カネボウ化粧品『XANAX』 「SYNTAX ERROR」
- 住友スリーエム『Scotch EG』 「MEBIUS LOVE」
- 三井不動産『夢生活』 「DA・MA・SHI・絵」
- 日産『日産・フェアレディZ』 「セラミック・ビート」
- 日産『日産・サニー』 「Sunny Shore」
- サントリー『山崎』 「Dream」
- サントリー『山崎』 「Angel Springs」（1995年）
- トヨタ『トヨタ・クラウンマジェスタ』 「Friends」（1995年）
- 全日本空輸（1995年）
- 積水化学（1997年）
- サントリー『山崎』 「Nostalgia」（1998年）
- トヨタ『トヨタ・NCVカローラシリーズ』 「Summer」（2000年）
- 麒麟麦酒『キリン一番搾り生ビール』 「Happin’ Hoppin’」（2001年）
- 全国牛乳普及協会 「Ballet au lait」（2002年）
- ダンロップ『VEURO』 「Silence」（2002年）※本人出演
- トヨタ『トヨタ・NCVカローラシリーズ』 「Asian Dream Song」（2003年）
- 麒麟麦酒『キリン一番搾り生ビール』 「a Wish to the Moon」（2003年）
- 東ハト『キャラメルコーン』 「Ikaros」（2003年）
- ハウス食品 ｢お母さんの写真」（2003年）※歌は上條恒彦による
- サントリー『伊右衛門』 ｢Oriental Wind」（2004年）
- ベネッセコーポレーション『進研ゼミ』 「Spring」（2004年）
- カネボウ『いち髪』 ｢Venuses」（2006年）
- レリアン 「Woman 〜Next Stage〜」（2006年）
- 日産『日産・スカイライン』 「I will be」（2006年）※歌は麻衣による
- ミサワホーム（2007年）
- JA共済 「ハッピー・ヴォイス」（2009年）
- 日清食品『カップヌードルDREAM』 「Adventure of Dreams」（2009年）
- 不二家 創業100周年イメージソング「ペコちゃんの歌」（2010年）※歌は森高千里による
- 東急グループ 「Tokyu Group 2010」（2010年）
- 中部電力 「LIFE」（2010年）
- 日本航空 「明日の翼」（2011年）※同社の到着後の機内音楽としても起用されている
- マツダ 「MAZDA BGM 〜Heart of Mazda〜」（2011年）
- 大阪ひびきの街 「Overture-序曲-」（2012年）
- サントリー『伊右衛門』 ｢新・伊右衛門のテーマ」（2012年）
- サントリー『ザ・プレミアム・モルツ マスターズドリーム』 ｢Dream More」（2015年）
- みずほフィナンシャルグループ『ハートフルアクション』（2015年）
- 東北電力『より、そう、ちから。』（2015年）
- 三井ホーム『TOP OF DESIGN』（2016年）
- エリエール『エリス 朝まで超安心』 「Life is」（2016年）
- ダンロップ（2017年）
- トヨタ『レクサス』 「Will be the wind」（2020年、中国）
- チョバニ 「Good Morning Alice」（2021年）
- アサヒ飲料『十六茶』（2021年）

ほか多数。

### 施設・イベント
- パルテノン多摩 オープニングテーマ（1987年）
- 奈良シルクロード博覧会 京セラ館（1988年）
- 世界デザイン博覧会 東邦ガスパビリオン『ファンタジーワールド』 テーマ曲「ありがとうのうた」（1989年）※歌は森末慎二による
- アジア太平洋博覧会 三菱未来館（1989年）
- 横浜博覧会 東京電力館（1989年）
- コミュニケーション博覧会 テーマ曲（1990年）
- 倶知安町 開基100年記念曲「NATURAL WONDER LAND KUTCHAN」（1991年）
- 信州博覧会 長野県館「アルプスシンフォニー」（1993年）
- 第51回国民体育大会（ひろしま国体）秋季大会 イメージソング「砂漠のバラ」（1996年）※歌は森公美子による
- 長野パラリンピック テーマ曲「旅立ちの時〜Asian Dream Song〜」（1996年）※歌は宮沢和史による
- 第11回JALステージスペシャル 醍醐寺音舞台（1998年）
- 和歌山マリンファンタジー テーマ曲（1998年）
- 東京ガス環境エネルギー館 アミューズメントシアター「地球の気持ち」（1998年）
- うつくしま未来博 イメージソング「永遠の心」（2001年）※歌は岩崎宏美による
- 三鷹の森ジブリ美術館 ジブリの森のえいがサウンドロゴ「ムゼオ虫」（2001年）
- 三鷹の森ジブリ美術館 天空の城ラピュタと空想科学の機械達展（2002年）
- 第15回東京国際映画祭 オープニングセレモニー（2002年）
- 第57回カンヌ国際映画祭 オープニングセレモニー（2004年、フランス）
- 第4回クラクフ映画音楽祭 オーケストラコンサート（2011年、ポーランド）
- 西本願寺音舞台（2011年）
- 富士急ハイランド アトラクション『富士飛行社』 使用曲「Mt.Fuji」（2014年）
- 富士急ハイランド アトラクション『富士飛行社』 使用曲「Mt.Fuji 2016」（2016年）
- コニカミノルタプラネタリア TOKYO『To the GRAND UNIVERSE 大宇宙へ music by 久石譲』（2018年）
- Xpark 館内楽曲（2020年、台湾）
- 明治神宮鎮座百年祭 記念曲「Prayers」（2020年）

### 舞台
- ぬいぐるみミュージカル・ポロッチーノのすてきな一座（1980年）
- 近代能楽集（1981年）
- 楽劇 あづち（1987年）
- 祝祭音楽劇 トゥーランドット（2008年）
- 舞台 おくりびと（2010年）
- 希夷之大理（2010年、中国）
- 舞台「となりのトトロ」（2022年、イギリス）※エグゼグティブ・プロデューサーも担当

### ゲーム
- ゾイド 中央大陸の戦い（1987年、FC）
- ゾイド2 ゼネバスの逆襲（1989年、FC）
- マイト・アンド・マジック（1992年、PCE 再録のみ[注釈 17]）
- 天外魔境II 卍MARU（1992年、PCE 9曲担当）
- 二ノ国 漆黒の魔導士（2010年、NDS）
- 二ノ国 白き聖灰の女王（2011年、PS3）
- シノビナイトメア（2016年、iOS・Android メインテーマ担当）
- 二ノ国II レヴァナントキングダム（2018年、PS4・Windows）
- 王者栄耀（2022年、iOS・Android テーマ曲提供）

### イメージアルバム
- リングにかけろ（1982年）
- シンデレラ迷宮（1984年）
- 吉祥天女（1984年）
- 魔境遊撃隊（1985年）

### アレンジアルバム
- 風の谷のナウシカ シンフォニー編「風の伝説」（1984年）
- 交響組曲 アリオン（1986年）
- 天空の城ラピュタ シンフォニー編「大樹」（1987年）
- 交響組曲 もののけ姫（1998年）
- オーケストラストーリーズ となりのトトロ（2002年）

### プロデュースアルバム
サウンドプロデュースを含む
- しばたはつみ 「VOICES」（1985年）
- SYOKO 「SOIL 未来の記憶」（1986年）
- 藤原真理 「風-Winds〜ナウシカの思い出に捧げる」（1988年）
- 新井満 「尋ね人の時間」（1988年）
- 奥田瑛二 「ブラック・バージン」（1989年）
- 藤原真理 「風のメッセージ」（1990年）
- 今井美樹 「flow into space」（1992年）
- 純名里沙 「Propose」（1995年）
- 本名陽子 「friends〜フレンズ〜」（1996年）
- 西田ひかる 「幸せのかたち」（1998年）
- 近藤浩志 「arcanto」（2003年）
- 鈴木理恵子 「Winter Garden」（2006年）

### オリジナルビデオ
- Hawaii Mate
- RAKUEN/MALDIVES（1985年）
- イラストストーリービデオ「王家の紋章」（1988年）
- Nature of Arakawa〜下町の自然〜（1993年）

### その他
- 混合アンサンブル曲集（編曲）
  - 10管楽器のための「ゴリウォーグのケークウォーク」（1976年）※藤澤守名義
  - 10管楽器のための「イタリア協奏曲（BWV971）」（1976年）※藤澤守名義
- バンドジャーナル 付録楽譜（吹奏楽編曲）
  - ベルサリエリ・マーチ（1976年）※藤澤守名義
  - 青春時代（1977年）※藤澤守名義
  - ハロー・ミスター・サンシャイン（1977年）※藤澤守名義
  - ラスト・コンサート（1977年）※藤澤守名義
  - 真赤な青春（1977年）※藤澤守名義
  - ハートブレイク・ホテル（1977年）※藤澤守名義
  - ミスター・ロンリー（1978年）※藤澤守名義
  - 恋のナイト・フィーバー（1978年）
  - Thank You for the Music（1978年）
  - 失われた愛の世界（1979年）
  - モンキー・マジック（1979年）
  - 魅せられて（1979年）
  - ジンギスカン（1979年）
  - クリスマスソング・メドレー（1979年）
  - 地獄の黙示録〜「ワルキューレの騎行」より（1980年）
- ニュー・サウンズ・イン・ブラス（吹奏楽編曲）
  - 哀愁のアダージョ（1978年）※藤澤守名義
  - アダージョ（1979年）
  - 宇宙のファンタジー（1979年）
  - 四季より「春」（1980年）
  - フィール・ソー・グッド（1980年）
  - マスター・ブラスター（1981年）
  - ナイス・ショット（1981年）
  - 愛のコリーダ（1982年）
  - 愛のコンチェルト（1982年）
  - 海溝〜ア・ディープ（1983年）
  - ワッキー・ダスト（1983年）
  - 今夜はビート・イット（1985年）
- 混声合唱とピアノ・打楽器のための合唱組曲「宇宙戦艦ヤマト」（1979年、編曲）
- かぐや姫の物語〜女声三部合唱のための〜（2015年）

## 楽曲提供

### アーティスト

#### 作曲・編曲
- たこ八郎
  - たこでーす（1983年）
- GARI
  - ソイヤソイヤ金魂巻（1985年）
- 志穂美悦子
  - ドクター教えて!（1985年）
  - ガラスの向う側（1985年）
- 井上あずみ
  - 君をのせて（映画「天空の城ラピュタ」主題歌）（1986年）
  - さんぽ（映画「となりのトトロ」オープニングテーマ）（1988年）
  - となりのトトロ（映画「となりのトトロ」エンディングテーマ）（1988年）
- 和田加奈子
  - 鳥のように（映画「この愛の物語」挿入歌）（1987年）
- 立花理佐
  - サヨナラを言わせないで（映画「ドン松五郎の大冒険」主題歌）（1987年）
  - クレヨン'S HILLへつれてって（1987年）
  - おとぎの国は眠らない（1987年）
- 秋本奈緒美
  - シティ・コネクション（1988年）
- 中島啓江
  - 昼下がりのパーク・アベニュー（1990年）
- 大林宣彦&FRIENDS
  - 草の想い（映画「ふたり」主題歌）（1991年）
- 今井美樹
  - 永遠が終わるとき（アルバム「flow into space」収録曲）（1992年）
  - 遠い街から（アルバム「flow into space」収録曲）（1992年）
- 中山美穂
  - あなたになら…（映画「水の旅人」主題歌）（1993年）
- 純名里沙
  - ぴあの（連続テレビ小説「ぴあの」主題歌）（1994年）
- 池田聡
  - 長距離電話（1995年）
- 米良美一
  - もののけ姫（映画「もののけ姫」主題歌）（1997年）
- ヴァネッサ・パラディ
  - La lune brille pour toi（映画「プセの冒険 真紅の魔法靴」主題歌）（2001年）
- 林正子
  - 海のおかあさん（映画「崖の上のポニョ」主題歌）（2008年）
- 藤岡藤巻と大橋のぞみ
  - 崖の上のポニョ（映画「崖の上のポニョ」主題歌）（2008年）
- AI
  - おくりびと（映画「おくりびと」イメージソング）（2008年）
- 平原綾香
  - ふたたび（映画「千と千尋の神隠し」カバーソング）（2009年）

- 麻衣
  - ウルルの唄（映画「ウルルの森の物語」主題歌）（2009年）
  - 心のかけら（ゲーム「二ノ国」主題歌）（2010年）
- SMAP
  - We are SMAP!（2010年）
- 福原美穂
  - Your Story（映画「悪人」主題歌）（2010年）
- EXILE ATSUSHI
  - 懺悔（特別展「京都－洛中洛外図と障壁画の美」テーマソング）（2013年）
  - 天音（映画「たたら侍」主題歌）（2017年）
- 松本穂香
  - 山の向こうへ（ドラマ「この世界の片隅に」劇中歌）（2018年）

#### 作曲
- 中嶋朋子
  - 草の想い〜千津子のテーマ〜（映画「ふたり」カバーソング）（1991年）
  - わたし、いないの（映画「ふたり」イメージソング）（1991年）
- 草尾毅
  - 楽しいことばかりあるはずない（1993年）
  - YOU（1993年）
- 純名里沙
  - ぴーかぴか（連続テレビ小説「ぴあの」挿入歌）（1994年）
- 石井竜也
  - 君をつれて（映画「天空の城ラピュタ」DVDキャンペーンソング）（2002年）
- 平原綾香
  - 今、風の中で（映画「マリと子犬の物語」主題歌）（2007年）
- 東方神起
  - 千年恋歌（ドラマ「太王四神記」主題歌）（2008年）
- ジュンソ
  - ゆるして（ドラマ「太王四神記」挿入歌）（2008年）
- DAISHI DANCE
  - Predestinate（2012年）
- 五嶋みどり
  - MIDORI Song（2015年）

#### 編曲
- 井上陽水
  - 飾りじゃないのよ涙は（1984年）
  - ダンスはうまく踊れない（1984年）
- 中森明菜
  - BLUE OCEAN（1985年）
- CHAGE and ASKA
  - メゾンノイローゼ（1985年）
  - マドンナ（1985年）
  - キューピッドはタップ・ダンス（1986年）
  - ショート・ショート（1986年）
  - Newsにならない恋（1986年）
- 風間杜夫
  - 東京さみしがり屋（1985年）
  - 雨のヒマワリ（1985年）
- 石川秀美
  - Endless Sun（1985年）
  - 赤道直下（1985年）
- 小田裕一郎
  - レッド・ムーン・ソルジャー1950（1985年）
  - 海がくれたアクシデント（1985年）
  - I KNOW（1985年）
- 梓みちよ
  - いらっしゃい（1985年）
- 山口美央子
  - ANJU（1985年）
  - 恋するバタフライ（1985年）
- 甲斐バンド
  - 25時の追跡（1986年）
  - ECHOES OF LOVE（1986年）
  - JOUJOUKA（1986年）
  - ロマン・ホリデー（1986年）
  - オクトーバー・ムーン（1986年）
  - ALL DOWN THE LINE 25時の追跡（1986年）
- 髙橋真梨子
  - 嵐ヶ丘（1986年）
  - 上海ボーイ（1986年）
  - 黄昏人（映画「化身」主題歌）（1986年）
  - レイトリー（1986年）
- 中島みゆき
  - 最悪（1986年）
  - 白鳥の歌が聴こえる（1986年）
  - 泥は降りしきる（1988年）
  - クレンジング クリーム（1988年）
- 来生たかお
  - 森への地図（1986年）
- 今井美樹
  - 野性の風（映画「漂流教室」主題歌）（1987年）
  - 三日月のサーベル（1987年）
- 甲斐よしひろ
  - Weekend Lullaby（1987年）
  - スマイル（1996年）
- 薬師丸ひろ子
  - マリーンブルーの囁き（1987年）
- 菊池桃子
  - Ivory Coast（1987年）
- 石川優子
  - メガロポリスの真相（1987年）
  - 生真面目で好き（1987年）
  - 夕凪（1987年）
  - 秋風のマリア（1987年）
- 鈴木雄大
  - SOMETHING NEVER CHANGE（1987年）
  - INNOCENT（1987年）
  - 優しいだけのC-BOY（1987年）
  - ONLY ONE（1987年）
- 藤井フミヤ
  - Mother's Touch（CM「ライフィックス胃腸薬」CMソング）（1988年）
- 秋本奈緒美
  - WE ARE NEW（1988年）
- 佐田玲子
  - くらやみ乙女（1989年）
  - 雨のモノローグ（1989年）
- 中島啓江
  - Blue Sailing（1990年）
- akiko
  - Sweet Christmas（1995年）
- KOUJI
  - 友よ（1995年）
  - とまどいの中で（1995年）
  - 冬（1995年）
- 加藤登紀子
  - 愛の木（1999年）
- 美空ひばり
  - 川の流れのように2000（映画「川の流れのように」主題歌）（2000年）
- 倍賞千恵子
  - 世界の約束（映画「ハウルの動く城」主題歌）（2004年）
- ゆず
  - ワンダフルワールド（2008年、オーケストレーション）

### 映画・テレビ・アニメ
関連楽曲の性格が強いものを記載。特記なき場合は全て編曲で、本編音楽を担当した作品の楽曲は除いた。
- 姿三四郎（1977年）
  - 34ROH！ ※藤沢守名義
  - OTOMIの唄 ※藤沢守名義
- 魔法少女ララベル（1980年）
  - マイビューティフルタウン
  - 私の日記帳
- ハロー!サンディベル（1981年）
  - ハロー!サンディベル（オープニングテーマ）
  - 白い水仙（エンディングテーマ）

ほか2曲作編曲、6曲編曲。
- 百獣王ゴライオン（1981年）
  - 黒獅子よ
  - ゴライオン讃歌
  - ぼくはいちばんチビだけど
- 名犬ジョリィ（1981年）
7曲編曲
- 機甲艦隊ダイラガーXV（1982年）
  - 男のララバイ
  - 星空にためいき
  - ラ・イ・バ・ル
- 大戦隊ゴーグルファイブ（1982年）
  - エレクトリック・マジックコンボイ
  - 熱風シャドウ
  - フラッシュ!ゴーグルV
- 熱血あばれはっちゃく（1982年）
  - バンバンビンビンはっちゃめちゃ（エンディングテーマ）
- 痛快あばれはっちゃく（1983年）
  - ほんとにあいつはにくいやつ（エンディングテーマ）
- くたばれかあちゃん！（1983年）
  - くたばれマーチ（主題歌）
- 愛してナイト（1983年）
  - 恋は突然（オープニングテーマ）
  - ぼくのジュリアーノ（エンディングテーマ）

ほか2曲作詞・作編曲、7曲作編曲、14曲編曲。
- まんが日本昔ばなし（1984年）
  - にんげんっていいな（エンディングテーマ）
  - この子はだあれ
- クリィミーマミ ソングスペシャル2 カーテンコール（1986年、OVA）
  - 渚のメモリー ※作曲

### 校歌・社歌・県歌・市歌など
- 長野県中野西高等学校
  - イヌワシの歌（作詞:丸山健二）※藤澤守名義
- 如水館高等学校
  - 水のように（作詞:大林宣彦）
- 南部町立南部中学校
  - 南部町立南部中学校校歌（作詞:谷川俊太郎）
- 神奈川県立厚木清南高等学校
  - SEINAN
- 北海道札幌開成高等学校
  - 未来へ（作詞:谷川俊太郎）
- 3匹の熊の家
  - クマのうちの歌（作詞:宮崎駿）
- パナソニック
  - この夢が未来（作詞:森雪之丞）
- デンソー
  - 宇宙へのドア
- NEC
  - NECの歌 ※編曲
- 富山県
  - ふるさとの空
- 栃木市
  - 栃木市民の歌〜明日への希望〜（作詞:麻衣）

## 著書
- 久石譲『I am 遥かなる音楽の道へ』メディアファクトリー、1992年9月。ISBN 978-4889912647。 NCID BN09141277。
- 久石譲『パラダイス・ロスト』パロル舎、1994年10月。ISBN 978-4894191150。 NCID BA59812248。
- 久石譲『感動をつくれますか?』角川書店〈角川oneテーマ21〉、2006年8月。ISBN 978-4047100619。 NCID BA77908633。
- 久石譲『久石譲35mm日記』宝島社、2007年7月。ISBN 978-4796657136。 NCID BA83225260。
- 養老孟司、久石譲『耳で考える 脳は名曲を欲する』角川書店〈角川oneテーマ21〉、2009年9月。ISBN 978-4047102057。 NCID BA91334953。
- 久石譲『音楽する日乗』小学館、2016年7月。ISBN 978-4093884990。 NCID BB21826349。

## スコア

### ピアノ
- PIANO STORIES（1989年、全音楽譜出版社）
- ENCORE オリジナル・エディション（2002年、全音楽譜出版社）
- ETUDE〜a Wish to the Moon〜 オリジナル・エディション（2003年、全音楽譜出版社）

#### ピアノ（公式譜）
- Asian X.T.C. オリジナル・エディション（2006年、全音楽譜出版社）
- FREEDOM PIANO STORIES4 オリジナル・エディション（2007年、全音楽譜出版社）
- PIANO STORIES BEST'88-'08 オリジナル・エディション（2008年、全音楽譜出版社）
- PIANO STORIES2〜The Wind of Life〜 オリジナル・エディション（2008年、全音楽譜出版社）
- Ghibli Best Stories オリジナル・エディション（2014年、全音楽譜出版社）

### オーケストラ
- オーケストラストーリーズ となりのトトロ（2002年、全音楽譜出版社）
- Minima_Rhythm オーケストラスコア（2011年、ショットミュージック）
- Melodyphony オーケストラスコア（2011年、ショットミュージック）
- Stand Alone「坂の上の雲」より 声とオーケストラのための（2012年、ショットミュージック）
- ハウルの動く城 オーケストラのための（2014年、ショットミュージック）
- THE EAST LAND SYMPHONY（2019年、全音楽譜出版社）
- The Border 〜Concerto for 3 Horns and Orchestra〜 / 3本のホルンとオーケストラのための協奏曲「The Border」（2021年、全音楽譜出版社）
- コントラバス協奏曲（2021年、全音楽譜出版社）
- World Dreams Suite / 組曲「World Dreams」（2022年、全音楽譜出版社）

#### オーケストラ（公式譜）
- Spirited Away Suite（2020年、全音楽譜出版社）
- Symphonic Suite "Kiki's Delivery Service"（2021年、全音楽譜出版社）

### 室内楽
- 「風の谷のナウシカ」より組曲5つのメロディー（1998年、全音楽譜出版社）
- 弦楽四重奏曲集「カルテット」（2001年、全音楽譜出版社）
- Vermeer & Escher（2012年、ショットミュージック）
- Shaking Anxiety and Dreamy Globe 2台のギターのための（2015年、ショットミュージック）
- Shaking Anxiety and Dreamy Globe 2台のマリンバのための（2015年、ショットミュージック）
- 弦楽四重奏曲第1番（2015年、ショットミュージック）
- Single Track Music 1 4本のサクソフォンと打楽器のための（2015年、ショットミュージック）

### 吹奏楽
- ランナー・オブ・ザ・スピリット（2012年、ショットミュージック）
- Single Track Music 1（2015年、東京ハッスルコピー）

### 合唱
- かぐや姫の物語 女声三部合唱のための（2015年、全音楽譜出版社）※高畑勲との共作

## 出演
- NHKアカデミア「久石譲 生きるヒントが、ここに。」（2023年4月26日、NHK Eテレ）[199]
- NHK MUSIC SPECIAL 久石譲 ～いま世界で奏でる音楽～（2024年2月15日、NHK総合） - 久石譲の世界への挑戦を描く音楽ドキュメント[200]。

## 受賞

### 国内
- 1992年：第15回日本アカデミー賞 最優秀音楽賞（「あの夏、いちばん静かな海。」など4作品に対して）[201]
- 1992年︰第46回毎日映画コンクール 音楽賞（「あの夏、いちばん静かな海。」に対して）
- 1993年：第16回日本アカデミー賞 最優秀音楽賞（「青春デンデケデケデケ」）
- 1994年：第17回日本アカデミー賞 最優秀音楽賞（「ソナチネ」など3作品に対して）
- 1998年：第48回芸術選奨文部大臣新人賞 大衆芸能部門
- 1999年：第17回JASRAC賞 銅賞（「もののけ姫」）
- 1999年：第22回日本アカデミー賞 最優秀音楽賞（「HANA-BI」）[202]
- 2000年：第23回日本アカデミー賞 最優秀音楽賞（「菊次郎の夏」）
- 2002年：第56回毎日映画コンクール 音楽賞（「千と千尋の神隠し」）
- 2002年：第11回淀川長治賞
- 2002年：第16回日本ゴールドディスク大賞 アニメーション・アルバム・オブ・ザ・イヤー（「千と千尋の神隠し」）
- 2003年：第21回JASRAC賞 金賞（「千と千尋の神隠し」）
- 2005年：第45回ACC CM FESTIVAL ベスト音楽賞（「伊右衛門」）
- 2007年：第25回JASRAC賞 金賞（「ハウルの動く城」）
- 2009年：第32回日本アカデミー賞 最優秀音楽賞（「崖の上のポニョ」）[203]
- 2009年：第23回日本ゴールドディスク大賞 サウンドトラック・アルバム・オブ・ザ・イヤー（「崖の上のポニョ」）
- 2009年：第23回日本ゴールドディスク大賞 インストゥルメンタル・アルバム・オブ・ザ・イヤー（「Piano Stories Best '88-'08」）
- 2009年：第18回日本映画批評家大賞 映画音楽賞（「おくりびと」「崖の上のポニョ」）[204]
- 2009年：紫綬褒章[205]
- 2011年：第34回日本アカデミー賞 最優秀音楽賞（「悪人」）[206]
- 2014年：第37回日本アカデミー賞 最優秀音楽賞（「風立ちぬ」）[207]
- 2023年：旭日小綬章[89][208]
- 2023年：GQ MEN OF THE YEAR 2023 レジェンダリー・ミュージシャン賞[209]

### 海外
- 2003年：第30回アニー賞 音楽賞（「千と千尋の神隠し」）
- 2005年：第31回ロサンゼルス映画批評家協会賞 音楽賞（「ハウルの動く城」）[65]
- 2005年：第5回大韓民国映画大賞 最優秀音楽賞（「トンマッコルへようこそ」）
- 2008年：第10回国際映画音楽批評家協会賞（IMFCA）テレビ部門ベストオリジナルスコア賞（「太王四神記」）
- 2008年：第27回香港電影金像奨（香港アカデミー賞） 最優秀音楽賞（「おばさんのポストモダン生活」）
- 2009年：第3回アジア・フィルム・アワード 作曲賞（「崖の上のポニョ」）
- 2012年：第14回国際映画音楽批評家協会賞（IFMCA）ビデオゲーム・インタラクティブメディア部門ベストオリジナルスコア賞（「二ノ国 白き聖灰の女王」）
- 2014年：第16回国際映画音楽批評家協会賞（IFMCA）アニメーション部門ベストオリジナルスコア賞（「風立ちぬ」）
- 2015年：第17回ウディネ・ファーイースト映画祭 ゴールデン・マルベリー賞（特別功労賞）[210]
- 2018年：第12回アジア・フィルム・アワード 作曲賞（「明月幾時有 Our Time Will Come」）[211]
- 2018年：第37回香港電影金像奨（香港アカデミー賞） 最優秀音楽賞（「明月幾時有 Our Time Will Come」）[212]
- 2023年：ローレンス・オリヴィエ賞2023 最優秀作品賞、演出賞、衣装デザイン賞、最優秀舞台美術賞、照明デザイン賞、音響デザイン賞（「となりのトトロ」（ミュージカル））※エグゼグティブ・プロデューサーとして
- 2024年：第51回アニー賞 ウィンザー・マッケイ賞（功労賞）[213]
- 2024年：第20回国際映画音楽批評家協会賞（IFMCA）アニメーション部門ベストオリジナルスコア賞（「君たちはどう生きるか」）[214][215]